# Jaap Mol
Jacob „Jaap“ Mol (* 3. Februar 1912 in Koog aan de Zaan; † 9. Dezember 1972 in Amsterdam) war ein niederländischer Fußballspieler.

## Karriere

### Verein
Mol spielte für den Kooger Football Club (KFC) aus seiner Heimatgemeinde. 1930 wurde er mit dem KFC Meister der zweiten Liga und stieg in die erste Liga auf. 1934 wurde der KFC Meister der Eerste Klasse West II und wurde am nach den Ausscheidungsspielen um die Meisterschaft niederländischer Vizemeister hinter Ajax Amsterdam. Mol erzielte in dieser Saison 30 Tore.
1936 wechselte er für eine Saison zu DWS Amsterdam. Nach einer Spielzeit bei der Rooms Katholieke Amsterdamse Voetbalvereniging Ignatius College (RKAVIC) schloss er sich 1938 dem Zweitligisten Zaanlandsche Football Club (ZFC) an. 1941 wurde er vom ZFC-Vorstand wegen Verstoßes gegen das Amateurreglement suspendiert, da Mol für den Fall, dass ihm im anstehenden Spiel gegen seinen alten Verein KFC etwas zustoßen sollte, eine Bürgschaft von 250 Niederländischen Gulden verlangt haben soll. Hintergrund dieser Forderung war eine Verletzung, die Mol in seinem ersten Spiel gegen den KFC nach seinem Wechsel zu DWS am 18. Oktober 1936 zugefügt worden war. Der ZFC-Vorstand verwies auf eine entsprechende Versicherung, die für jeden Spieler der ersten Mannschaft gelte. Da Mol weiterhin auf seiner Forderung beharrte, wurde er nach einer Untersuchung des KNVB für fünf Jahre bis zum 4. August 1946 suspendiert, womit seine aktive Laufbahn faktisch beendet war.

### Nationalmannschaft
Am 29. November 1931 debütierte Mol beim 4:3 in einem Freundschaftsspiel gegen Frankreich in der niederländischen Nationalmannschaft. In diesem Spiel erzielte er neben dem dreifachen Torschützen Wim Lagendaal, dem ein Hattrick gelang, den entscheidenden vierten Treffer der Niederlande, der sein einziges Länderspieltor blieb.
Nach drei weiteren Länderspielen im Jahr 1932 bestritt Mol am 10. Mai 1934, als die Niederlande den Franzosen im Olympiastadion von Amsterdam mit 4:5 unterlagen, sein letztes Spiel für die „Elftal“.
Bei der Weltmeisterschaft 1934 in Italien stand er im Aufgebot der Niederlande, kam während des Turniers jedoch nicht zum Einsatz und wurde auch danach nicht mehr für die Nationalmannschaft berücksichtigt.